# Parafia Narodzenia Najświętszej Maryi Panny w Minodzie
Parafia Narodzenia NMP w Minodzie – rzymskokatolicka parafia znajdująca się w diecezji kieleckiej, w dekanacie skalskim, w Polsce.
Do parafii należy kaplica filialna pw. Matki Bożej Ostrobramskiej w Sułkowicach.

## Historia
Pierwsza wzmianka o kościele w Minodzie pochodzi z 1325. Była to świątynia drewniana. W 1736 wzniesiono murowany kościół. Konsekrował go w 1740 biskup pomocniczy krakowski Michał Ignacy Kunicki. W kościele znajduje się obraz Matki Bożej Minodzkiej.
W 1984 zbudowano kaplicę filialną pw. Matki Bożej Ostrobramskiej w Sułkowicach.